# Preußische T 35
Die preußische T 35 war eine Schmalspurdampflokomotive für die Spurweite 1.000 mm und wurde auf der Feldabahn in Thüringen eingesetzt.
Nach der Verstaatlichung der Feldabahn im Jahr 1902 beschafften die Preußischen Staatseisenbahnen eine neue vierfach gekuppelte Lokomotive, die von Hagans in Erfurt geliefert worden war.
Die vierte Achse war als Hohlachse nach dem Patent von Christian Hagans ausgeführt und lag in einem Außenrahmen. Damit konnten auch enge Gleisbögen durchfahren werden.
Sie trug ursprünglich die Nummer Erfurt 1606, zwischendurch Erfurt 1607, T 30 Erfurt 9202, T 32 Erfurt 9202, T 31 Erfurt 9154 und ab 1911 T 35 Erfurt 81.
Bei der Deutschen Reichsbahn war in ihrem Umzeichnungsplan von 1923 noch die Umzeichnung in 99 141 vorgesehen, 1925 wurde die Lokomotive aber ausgemustert und an die Lokalbahn Aktien-Gesellschaft München verkauft.
1913 wurden auch fünf Mallet-Lokomotiven der Bergheimer Kreisbahn (1mm–4mm, 11sm) als T 35 Cöln 81 bis 85 in die gleiche Gattung eingereiht.